# Liang Zhenpu
Liang Zhenpu 梁振蒲 (cinese) (Beihaojiazhongcun, 20 maggio 1863 – 13 agosto 1932) è stato un insegnante cinese.
Liang Zhenpu (梁振蒲), zi Zhaoting (昭庭 oppure照庭), è stato un allievo di Dong Haichuan e fondatore dello Stile Liang di Baguazhang.

## Biografia
È nato in Beihaojiazhongcun (北郝家冢村), nell'area amministrativa di Jixian (冀县), in Hebei.
Nella sua infanzia ricevette l'insegnamento di Qin Fengyi (秦凤仪), un celebre maestro che aveva un servizio di scorta (Biaoke), che gli trasmise il Tantui, e l'allenamento di base. Secondo Carmona egli avrebbe anche appreso anche Biao Zhang.
Nel 1876 si trasferì a Pechino dove intraprese l'attività di venditore di abiti e per questo motivo venne chiamato “Liang Abiti di Seconda Mano” (估衣梁, Guyi Liang).
Nel 1879 venne introdotto a Dong Haichuan ed iniziò a studiare con lui il Baguazhang. Dopo la morte di Dong Haichuan nel 1882 egli ebbe frequentissimi scambi con Yin Fu, Cheng Tinghua, Li Cunyi, Liu Dekuan, ecc.
Divenne famoso per aver sconfitto in Jixian quattro briganti che si facevano chiamare “I quattro tiranni del cielo” (Si Ba Tian, 四霸天).
Nel 1889 venne coinvolto in uno scontro armato presso il villaggio Majiabao (Fortezza della famiglia Ma,马家堡) ed accusato di omicidio venne imprigionato in attesa della condanna a morte presso il Ministero delle Punizioni. Si racconta che egli si fosse scontrato con un gruppo di 200 "ruffiani" capeggiati da un delinquente che si chiamava Zhao Liu e che nel combattimento avesse ucciso lo stesso Zhao e 50 dei suoi uomini, da solo ed armato di un jiujiebian.
Nel 1900, sotto la minaccia dell'occupazione delle Otto Nazioni Alleate (il corpo di spedizione mandato contro la Rivolta dei Boxer), viene mandato al suo villaggio in semi libertà.
In seguito aprì il servizio di scorta (Biaoju 镖局) chiamato Desheng (德胜, vittoria morale) che restò in attività nelle aree di Baoding e Dezhou fino al 1928. Dopo aver insegnato in alcune scuole, nel 1925 venne scelto come consulente di arti marziali dall'Hebei Guoshu Guan 河北国术馆.
Liang morì a 69 anni nel 1932.

## Allievi
Questi i nomi di alcuni suoi allievi:
- Liang Baoyan (梁宝炎, il figlio)
- Guo Gumin (郭古民)
- Li Shaoan (李少庵)
- Tian Jinfeng (田金峰)
- Dong Wenxiu (董文修)
- Li Ziming (李子鸣)
- Li Tongtai (李通泰)
- Geng Quan (耿全)
- Teng Ziyu (藤子雨)
- Liu Huatang (刘华堂)
- Li Baoding (李宝鼎)
- Liu Huating (刘华亭)
- Wang Chengzhai (王成斋)
- Xia Songling (夏松岭)
- Liu Jincai (刘进财)
- Li Wancai (李万才)
- Wang Fengzhen (王凤珍)
- Chen Delu (陈德禄)
- Guo Yi'an (贾颐安)
- Fu Zhenlun (傅振伦)
- Wang Chaoren (王超人)
- ecc.